# Rittmannite
La rittmannite è un minerale appartenente al gruppo della jahnsite.